# Cornelia Lister
Cornelia Lister, née le 26 mai 1994 à Oslo en Norvège, est une joueuse de tennis suédoise.

## Carrière
Elle a remporté 1 titre en simple et 25 en double sur le circuit ITF.

## Palmarès

### Titre en double dames
| No | Date       | Nom et lieu du tournoi          | Catégorie | Dotation  | Surface      | Partenaire      | Finalistes                     | Score     |          |
| -- | ---------- | ------------------------------- | --------- | --------- | ------------ | --------------- | ------------------------------ | --------- | -------- |
| 1  | 22-07-2019 | 30° Palermo Ladies Open Palerme | Intern'l  | 226 750 € | Terre (ext.) | Renata Voráčová | Ekaterine Gorgodze Arantxa Rus | 7-62, 6-2 | Parcours |

### Finale en double dames
Aucune

### Finales en double en WTA 125
| No | Date       | Nom et lieu du tournoi  | Catégorie | Dotation  | Surface      | Vainqueures                    | Partenaire      | Score             |          |
| -- | ---------- | ----------------------- | --------- | --------- | ------------ | ------------------------------ | --------------- | ----------------- | -------- |
| 1  | 11-03-2019 | Abierto Zapopan Zapopan | WTA 125   | 115 000 $ | Dur (ext.)   | Maria Sanchez Fanny Stollár    | Renata Voráčová | 7-5, 6-1          | Parcours |
| 2  | 04-06-2019 | Croatia Bol Open Bol    | WTA 125   | 115 000 $ | Terre (ext.) | Timea Bacsinszky Mandy Minella | Renata Voráčová | 0-6, 7-63, [10-4] | Parcours |

## Parcours en Grand Chelem

### En double dames
| Année | Open d'Australie             | Open d'Australie  | Internationaux de France | Internationaux de France | Wimbledon                  | Wimbledon         | US Open                  | US Open           |
| ----- | ---------------------------- | ----------------- | ------------------------ | ------------------------ | -------------------------- | ----------------- | ------------------------ | ----------------- |
| 2019  | —                            | —                 | —                        | —                        | 1er tour (1/32) Dzalamidze | Mertens Sabalenka | 1er tour (1/32) Voráčová | Muchová Teichmann |
| 2020  | 1er tour (1/32) Fichman      | Fourlis Rodionova | 2e tour (1/16) Rogers    | Aoyama Shibahara         | Annulé                     | Annulé            | —                        | —                 |
| 2021  | 1er tour (1/32) Van Uytvanck | Mertens Sabalenka | 1er tour (1/32) Peterson | Rus Zidanšek             | 1er tour (1/32) Țig        | Chan              | —                        | —                 |

N.B. : le nom de la partenaire se trouve sous le résultat ; le nom des ultimes adversaires se trouve à droite.

## Classements WTA en fin de saison
| Année          | 2012 | 2013 | 2014 | 2015 | 2016 | 2017 | 2018 | 2019 | 2020 | 2021 |
| Rang en simple | 1158 | 711  | 848  | 543  | 620  | 426  | 535  | 867  | 823  | 1123 |
| Rang en double | 1003 | 559  | 435  | 206  | 210  | 104  | 117  | 76   | 77   | 217  |

Source : (en) Classements de Cornelia Lister sur le site officiel de la Fédération internationale de tennis